# Jozef Karika
Jozef Karika (Brezno, 5 novembre 1978) è uno scrittore e pubblicista slovacco, che scrive oltre che in slovacco, anche in ceco.

## Biografia
Ha studiato storia e filosofia all'Università Matej Bel di Banská Bystrica. È autore del bestseller V tieni mafie ("Nell'ombra della mafia"), parte di una trilogia. Nel 2010 gli è stato conferito il premio del Fondo Letterario (Cena Literárneho fondu).
Come reporter di una televisione regionale di Ružomberok, ha sollevato il caso del sacerdote cattolico Ján Ferenčík, a cui, nonostante la sua ammirazione per Adolf Hitler durante la Seconda guerra mondiale, è stata dedicata una lapide commemorativa nel municipio di Ružomberok.

## Opere

### In slovacco
- 2007 - Mágia peňazí, Ikar, ISBN 978-80-551-1366-1
- 2007 - K.P.M.P.Z., Ikar, ISBN 978-80-551-1568-9
- 2012 - Na smrť, Ikar, ISBN 978-80-551-3170-2
- 2013 - Na smrť II, Bez milosti Ikar, ISBN 978-80-551-3581-6
- 2014 - Strach, Ikar, ISBN 9788055139654
- 2015 - Tma, Ikar, ISBN 9788055143620
- 2015 - Čierna hra: Vláda mafie, Ikar, ISBN 9788055144511
- 2016 - Trhlina, Ikar, ISBN 9788055151465
- 2017 - Mafiánska trilógia: V tieni mafie, V tieni mafie II, Nepriateľ štátu
- 2017 - Čierny rok: Vojna mafie
- 2018 - Priepasť

### In ceco
- 2003 - Slovanská magie, Vodnář, ISBN 80-86226-41-7
- 2005 - Zóny stínu, Vodnář, ISBN 80-86226-57-3
- 2008 - Magie peněz, Vodnář, ISBN 978-80-86226-78-1
- 2009 - Brány meonu, Vodnář, ISBN 978-80-87146-97-2

### In inglese
- 2009 - Liber 767 vel Boeingus ISBN 9781905713400